# Rejon sacki
Rejon sacki – jednostka administracyjna wchodząca w skład Republiki Autonomicznej Krymu na Ukrainie.
Rejon utworzony w 1935. Ma powierzchnię 2257 km² i liczy około 81 tysięcy mieszkańców. Siedzibą władz rejonu są Saki.
Na terenie rejonu znajdują się 1 osiedlowa rada i 23 silskie rady, obejmujące w sumie 78 miejscowości.